# Cyrano de Bergerac (Rostand)
Cyrano de Bergerac (conosciuto in Italia anche come Cirano di Bergerac) è una celebre commedia tragedia teatrale in cinque atti pubblicata nel 1897 dal poeta drammatico francese Edmond Rostand (1868-1918) e ispirata alla figura storica di Savinien Cyrano de Bergerac, uno dei più estrosi scrittori del seicento francese.
Il Cyrano de Bergerac fu rappresentato per la prima volta il 28 dicembre di quello stesso 1897 al Théâtre de la Porte-Sain-Martin di Parigi, avendo come protagonista un celebre attore del tempo, Benoît-Constant Coquelin, lo stesso che glielo aveva commissionato. Rostand lo scrisse a cinque anni di distanza dalla clamorosa bocciatura, avvenuta appunto nel 1892, di un suo precedente (e primo in assoluto) lavoro in versi, Les Deux Pierrots, espressamente scritto per la Comédie-Française.
Grazie all'eccezionale trionfo di pubblico e critica nelle 410 recite, che salutò questo dramma post-romantico, vera e propria summa delle potenzialità espressive nella sfera dei sentimenti e delle passioni umane, Rostand (anch'egli attore a sua volta, sebbene di scarso successo) venne poi insignito della Legion d'onore ed eletto membro dell'Académie française.
Nel 1923 andò in scena per il Broadway theatre con Walter Hampden arrivando a 232 recite.

## Trama
Cyrano de Bergerac è uno scontroso spadaccino dal lunghissimo naso, scrittore e poeta in bolletta dall'irresistibile vitalità. Leggendaria la sua abilità con la spada, almeno quanto la sua passione per la poesia e per i giochi di parole, con i quali ama mettere in ridicolo i suoi nemici, sempre più numerosi grazie al suo carattere poco incline al compromesso e al suo disprezzo verso potenti e prepotenti.
Spaventoso e inarrestabile con una spada in mano, egli, però, nutre segretamente un candido ed impossibile amore per la bella Rossana, sua cugina. Ma la sorte gli riserva qualche amara sorpresa: infatti, a teatro, una sera, dopo aver umiliato un attore che aveva osato levare i suoi occhi sulla bella Rossana, ed aver sconfitto in duello un gentiluomo che gli si era contrapposto (il famoso "ed al fin della licenza io tocco!") riceve un invito ad un incontro segreto proprio dalla sua amata.
Non sta più nella pelle per la gioia e, pieno di incontenibile vitalità, mentre si avvia a rientrare al suo alloggio, incontra un suo amico pasticciere e poeta che gli chiede aiuto e protezione da un gran numero di sicari (si dice che fossero addirittura cento) intenzionati ad aggredirlo nella notte, mandati da qualche potente messo in ridicolo dai suoi versi. Cyrano non chiede altro, d'impeto li affronta e li sbaraglia da solo compiendo un'altra delle sue imprese leggendarie.
Ecco, ed io gitto con grazia il cappello,

poscia comodamente, pian pianino,

mi libero del mio vasto mantello

che mi attabarra, e lo spadon sguaìno.

Di Celandone più gentil, più fino

di Scaramuccia al gioco dello stocco,

vi prevengo, mio caro paladino,

che giusto in fin della licenza io tocco.

Meglio v'era tacer, signor mio bello!

Dove t'infilzerò, dimmi, tacchino?

Sotto il giubbetto, al fianco, ti sbudello?

nel cuor, sotto l'azzurro cordoncino?

— Volteggia la mia punta: un moscerino!

Tintinnano le cocce, odi che schiocco!

Sì, certamente... in mezzo del pancino,

giusto alla fin della licenza io tocco!

Mentre io vò in cerca

di una rima in ello....

tu rompi, bianco come un pannolino!

Vuoi forse darmi la parola: agnello?

— Tac! e la punta io paro onde il festino

ti pensavi di farmi, o malandrino! —

Ecco: t'apro la via,

— chiudo lo sbocco...

Su, reggi bene, guattero, l'uncino!

Giusto alla fin della licenza io tocco.

Raccomàndati a Dio, bel principino!

Ecco: io m'inquarto, io par

o, io fingo, io scocco...

Eh, là! prendi, piccino!

Giusto alla fin della licenza, ho tôcco.
Si reca poi trepidante al suo appuntamento, convinto che il suo sogno d'amore stia per realizzarsi. Alla vista di Rossana riesce a malapena a mantenere un contegno formale, pronto a liberare i propri sentimenti appena l'amata manifesterà i suoi. Però la sua adorata ha ben altro in mente. Si appella alla loro amicizia e al loro affetto per confidargli il proprio amore per un altro uomo: si tratta di un giovane cadetto, tale Cristiano de Neuvillette, bello, del quale si è innamorata a prima vista e che, sebbene non abbia mai scambiato una parola con lui, crede fermamente dotato di ogni altro talento.
Addirittura Cyrano deve prometterle solennemente di proteggere e guidare questo giovanotto per non farle soffrire l'ansia di saperlo indifeso in un ambiente "pepato" come quello dei cadetti, sempre pronti a sguainare la spada. A Cyrano non resta che accettare e prendersi cura di costui, sulle prime solo per la promessa a Rossana, che lui ama sempre disperatamente, poi per una sincera amicizia che nasce tra i due. Cristiano è bello, onesto, coraggioso e leale, ma non possiede alcuna delle doti capaci di stimolare quell'amore fatto anche di intelligenza e di poesia cui Rossana anela.
Cyrano fa del suo meglio per insegnare all'amico i rudimenti di quelle dolci schermaglie verbali che tanto sarebbero gradite alla bella Rossana, ma questi non ne risulta assolutamente capace.
Infatti, sotto il balcone di Rossana, complice l'oscurità Cyrano si improvvisa prima come "suggeritore", poi lui stesso parla spacciandosi per l'amico… il famoso "cos'è un bacio" e la passione da lui suscitata andrà a coglierla il buon Cristiano che riesce così a conquistare la sua amata, ma l'unione tra i due giovani è osteggiata dal potente di turno, De Guiche, invaghitosi della bella.
La guerra appena scoppiata costituisce a questo punto per costui una perfetta occasione per allontanare i due innamorati: Cristiano e Cyrano finiranno insieme al fronte, con la loro compagnia di cadetti. Qui Cyrano prosegue nella sua opera, sapendo che l'unico modo per poter continuare ad esternare in tutta la sua immensità quest'amore per Rossana è di continuare a manifestarlo come quello di Cristiano. In fin dei conti i due si completano, uno bello ma senza talento e l'altro con un grandissimo talento, ma brutto. Cyrano tutti i giorni scrive una lettera per l'amata e tutte le notti attraversa le linee nemiche per farla recapitare. Questo Cristiano non lo sa.
Ma un giorno al campo dei cadetti, sebbene fossero praticamente accerchiati dal nemico, giunge una carrozza piena di vettovaglie, guidata dall'amico poeta e pasticciere e con una dama a bordo. Si tratta di Rossana che, travolta dalla impetuosità del sentimento manifestato in tutte le lettere ricevute, ha sfidato ogni pericolo per rivedere il suo amato, a cui dichiara che l'amore così divinamente espresso in tutte quelle lettere le ha conquistato tanto il cuore da convincerla che è la forza di quella poesia che lei ama veramente e che quindi lo avrebbe amato anche se lui fosse stato brutto.
Cristiano, che quelle lettere non le ha scritte, capisce, non ha talento poetico ma non è stupido, vuole chiarirsi con l'amico di cui comprende il sentimento e gli chiede di dire la verità a Rossana perché lei possa a sua volta capire chi ama veramente tra i due. Anche lui è pronto a sacrificarsi, sia per la felicità di Rossana che per quella del suo grande amico, tanto da offrirsi volontario per una pericolosissima missione di ricognizione che riesce a compiere venendo però ferito molto gravemente. Cyrano cerca di soccorrerlo ed alla domanda che l'amico gli rivolge, ormai in punto di morte, se l'amata ha fatto la sua scelta, con un gesto apparentemente di estremo altruismo, risponde che sì, Rossana ha saputo la verità ed ha scelto lui, Cristiano, come compagno della propria vita. Cristiano muore. Rossana, a cui in realtà Cyrano non ha detto nulla e non dirà mai nulla, decide di ritirarsi in convento. Trascorsi molti anni, durante i quali ogni sabato si è recato in convento in visita alla cugina, Cyrano cade in una vile imboscata e viene ferito gravemente ma, compiendo uno sforzo sovrumano riesce a non mancare a quello che era divenuto lo scopo della sua vita, l'incontro settimanale con la sua amata.
Per la prima volta quella sera giunge in leggero ritardo, e suo malgrado si tradisce. Invitato a leggere l'ultima lettera scritta come Cristiano, frastornato com'è, la dice a memoria e Rossana se ne avvede. Adesso anche lei comincia a capire, troppe coincidenze alle quali non aveva dato peso ora si mostrano come elementi chiari: è lui, Cyrano, che ha dato vita ai suoi sentimenti, è lui il vero protagonista di tutti i suoi sogni. Ma ormai è troppo tardi, Cyrano muore.
Due sentimenti fondamentali come l'amore e l'amicizia trovano in questo dramma la loro estrema sublimazione sotto molteplici aspetti, e alla fine è l'amicizia sincera, totale e virile nata tra Cyrano e Cristiano che sembra prendere il sopravvento mostrandosi più forte anche dell'amore stesso.
Un'altra ipotesi però appare forse più vicina al personaggio "umano" di Cyrano: incline al fantastico, al sogno, egli, continuando a dare il suo spirito al bell'aspetto del suo amico, mantiene in vita quello che ormai è divenuta una sua creatura, una propaggine del suo essere ed è attraverso quest'uomo ideale, nel quale si è identificato (e sicuramente rifugiato) che lui stesso ha "sentito" e deciso di ricevere l'amore di Rossana.
(La morte di Cyrano de Bergerac. Edmond Rostand)

## La figura teatrale di Cyrano

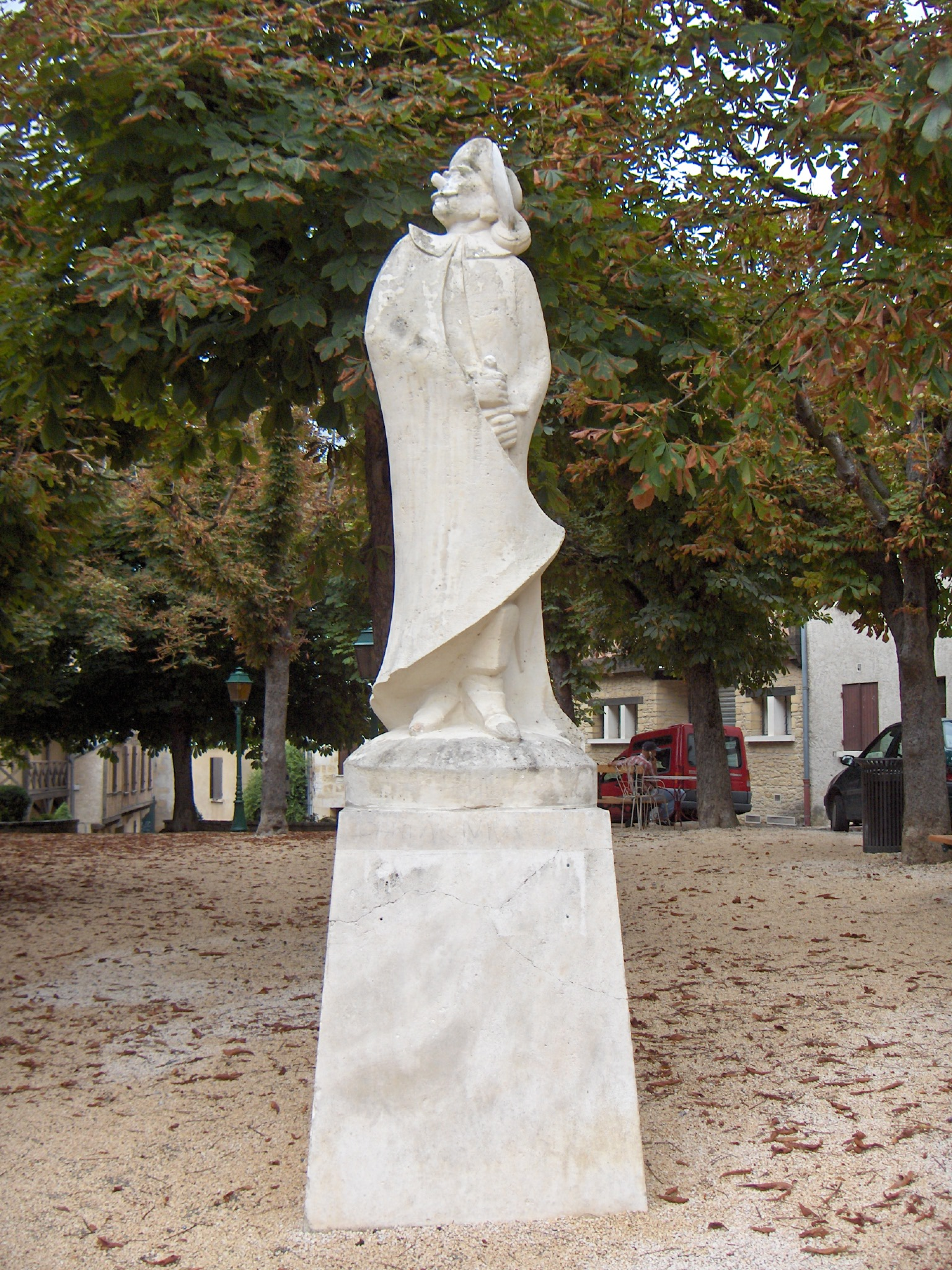
Statua di Cyrano a Bergerac (Dordogna)

L'opera di Rostand è stata tradotta, adattata e interpretata innumerevoli volte: Cyrano è uno dei personaggi più conosciuti e amati del teatro.
La sua geniale temerarietà, la drammaticità della sua fiera esistenza, vissuta pericolosamente all'insegna del non piegarsi mai alla mediocrità e alle convenienze, costi quel che costi, ne fanno un autentico eroe romantico e al contempo un personaggio straordinariamente moderno. Tanto che il singolare spadaccino parigino continua con successo a calcare le scene teatrali.
Per il teatro italiano memorabili sono rimasti, nella classica traduzione in versi martelliani di Mario Giobbe, gli allestimenti del 1953 (portati in scena dal regista francese Raymond Rouleau), con l'attore Gino Cervi nel ruolo del titolo, e del 1977 (per la regia di Maurizio Scaparro, che si avvalse di una nuova traduzione in prosa ad opera di Franco Cuomo), con Pino Micol nel ruolo protagonista dello spadaccino-poeta, affiancato da un'esordiente Evelina Nazzari quale Rossana.
Sempre per il palcoscenico celebri Cyrano sono stati Gigi Proietti, Franco Branciaroli, Massimo Popolizio, Alessandro Preziosi, Gabriele Dimaggio e, in chiave musicale, Domenico Modugno. Anna Mazzamauro è stata l'unica donna a interpretare il personaggio.

## Cyrano per il cinema
Il cinema si è ispirato alla figura dello spadaccino rostandiano per numerose pellicole. La prima già nell'anno 1900 fu una pellicola francese realizzata da Clément Maurice, di un certo interesse anche tecnico. Seguì in Italia, nel 1908, un film di circa 280 metri girato da Ernesto Maria Pasquali a Torino per conto della società da lui stesso costituita in quello stesso anno, che è andata perduta. Ancora nel periodo del muto torna sul soggetto il regista Augusto Genina con un film girato parte in Francia e parte in Italia e completato nel 1922.
Quando arriva il sonoro, occorre attendere il secondo dopoguerra per il Cirano di Bergerac del 1950 di Michael Gordon (che valse al suo interprete José Ferrer il premio Oscar), cui segue una versione francese del 1990 diretta da Jean-Paul Rappeneau ed interpretata da Gérard Depardieu dal titolo Cyrano de Bergerac che valse nel 1991 a Franca Squarciapino un Premio Oscar per i costumi. Qualche anno prima, nel 1987, venne prodotta anche una commedia hollywoodiana, Roxanne, con Steve Martin, regia di Fred Schepisi, che al popolare personaggio si richiama in maniera evidente.
Il tentativo di mettere in scena quest'opera è parte della trama del film Chiedimi se sono felice di Aldo, Giovanni e Giacomo.
Cyrano, mon amour è un film che parla di Edmond Rostand e sulla messa in scena della sua opera.
Il personaggio di Cyrano compare come antagonista in Tutti per 1 - 1 per tutti interpretato da Guido Caprino.
Nel 2021 Joe Wright dirige il suo Cyrano interpretato da Peter Dinklage. Nel musical la peculiarità fisica del protagonista non è il naso bensì lo stesso nanismo dell'attore.

### Film ispirati a Cyrano
- Cyrano de Bergerac, regia di Clément Maurice (1900)
- Cirano di Bergerac, regia di Ernesto Maria Pasquali (1908)
- Cirano di Bergerac, regia di Augusto Genina (1922)
- Cirano di Bergerac, regia di Fernand Rivers (1945)
- Cirano di Bergerac, regia di Michael Gordon (1950)
- Cirano de Bergerac, regia di Gigi Proietti (1986), da cui è tratta la citazione
- Roxanne, regia di Fred Schepisi (1987)
- Cyrano de Bergerac, regia di Jean-Paul Rappeneau (1990)
- Cyrano, mon amour, regia di Alexis Michalik (2019)
- Cyrano, regia di Joe Wright (2021)

## Cyrano e la musica
Neppure la musica poteva evitare di occuparsi di una figura eclatante come quella del guascone spadaccino.
Cyrano è un'opera in quattro atti composta da Walter Damrosch su libretto di William James Henderson che ha la prima assoluta al Metropolitan Opera di New York diretta da Alfred Hertz con Pasquale Amato, Frances Alda ed Antonio Pini-Corsi il 27 febbraio 1913.
Il compositore italiano Franco Alfano compose l'opera lirica Cyrano de Bergerac su libretto di H. Cain, che venne rappresentata la prima volta a Roma nel 1936 e che è stata ripresa nel 2005 al Metropolitan Opera di New York con Plácido Domingo nel ruolo principale. Il compositore ebreo italiano Aldo Finzi, inoltre, nel 1929, compose un poema sinfonico ispirato al Cyrano, e ricevette molti consensi.
Nel 1978 Modugno torna a teatro con la commedia musicale Cyrano, scritta dallo stesso Modugno insieme a Riccardo Pazzaglia, per la regia di Daniele D'Anza, insieme a Catherine Spaak (che interpreta Rossana, ed è sostituita poi da Alida Chelli a causa degli impegni dell'attrice belga): per l'allestimento scrive alcune canzoni, tra cui ricordiamo Canzone di Cyrano e I cadetti di Guascogna, racchiuse nell'album omonimo, Cyrano, pubblicato in quello stesso anno.
A Cyrano è intitolata anche una canzone di Beppe Dati (autore del testo) e di Giancarlo Bigazzi (autore della musica), interpretata (con varie modifiche nelle parole) da Francesco Guccini, contenuta nell'album D'amore di morte e di altre sciocchezze: anche in questo caso si è davanti ad un personaggio agguerrito e pronto ad esprimersi senza mezzi termini contro l'ipocrisia e il perbenismo consolidato: "Venite pure avanti / voi con il naso corto / signori imbellettati / io più non vi sopporto…".
In questa canzone vi è il parallelismo tra l'animo anticonformista e indistruttibile e l'animo innamorato e romantico di Cirano ("Non voglio rassegnarmi ad essere cattivo / tu sola puoi salvarmi / tu sola e te lo scrivo / dev'esserci, lo sento / in terra o in cielo un posto / dove non soffriremo e tutto sarà giusto").
Di stampo decisamente più romantico il brano di Roberto Vecchioni, intitolato Rossana Rossana e contenuto in Blumùn. La canzone di Vecchioni parla dell'amore per Rossana visto da Cyrano prima e dal suo alter ego bello Cristiano poi; Vecchioni ci racconta un Cyrano che ha "nelle mani soltanto stelle rotte: / l'ombra perduta tra i rami che non potevi mai vedere / mentre quell'altro saliva / e ti faceva l'amore…" ma ci parla di un Cristiano altrettanto frustrato perché "Io sono l'altro di ieri/ che non cantava nella notte / aprivo solo la bocca / facevo finta forte…".
Leggendo i due testi risulta evidente come l'opera di Rostand colpisca proprio grazie alle due anime che l'autore ha donato al personaggio.
Infine, è intitolato a Cyrano anche l'album Cirano degli Avion Travel contenente un'omonima canzone.